# فانيلا سكاي ايرلاينز
فانيلا سكاي ايرلاينز (بالإنجليزية: Vanilla Sky)‏ (المعروفة أيضًا باسم Service Air أو AK-Air Georgia) هي شركة طيران خاصة مقرها في تبليسي، جورجيا وقاعدتها التشغيلية في Natakhtari، تأسست الشركة في عام 2008. إن شركة الطيران هذه هي جزء من شركة «سيرفس إير»، التابعة لشركة فانيلا سكاي إنترناشيونال تورست أير، ويتم دعم الرحلات الجوية من قبل الدولة لزيادة التنقل والسياحة في جورجيا بمبلغ 5.3 مليون دولار أمريكي وهو مبلغ تم تقديمه لشركة الطيران من قبل اتحاد المطارات الجورجي. 

## الوجهات
اعتبارًا من أبريل 2019، تخدم فانيلا سكاي الوجهات المجدولة التالية مع تقديم خدمات تأجير إضافية:
 جورجيا
- Ambrolauri - مطار Ambrolauri
- باطوم - مطار ألكسندر كارتفيلي باطومي الدولي
- كوتايسي - مطار ديفيد ذا بيلدر كوتايسي الدولي
- ميستيا - مطار الملكة تمار
- تبليسي / ناتختاري - مطار ناتختاري

## الأسطول
اعتبارًا من أبريل 2019، تقوم فانيلا سكاي (Service Air و AK-Air Georgia) بتشغيل الطائرات التالية:
| الطائرة            | في الخدمة | التسجيل | الركاب | ملاحظات                            |
| ------------------ | --------- | ------- | ------ | ---------------------------------- |
| ليت إل-410 تربوليت | 1         | 4L-LSA  | 19     | تعمل على الرحلات الجوية إلى ميستيا |
| ساب 340            | 1         | ?       | 32     | تعمل على طريق تبليسي - باتومي      |

قامت فانيلا سكاي سابقًا بتشغيل ليت إل-410 تربوليت (OK-PRH) مختلفة على طرق ميستيا. يتم تحديث خطة الرحلة بانتظام على صفحة الفيسبوك لشركة الطيران.

## روابط خارجية
- الموقع الرسمي باللغة الإنجليزية
- خدمة Air باللغة الإنجليزية